# Tribunal Distrital dos Estados Unidos para o Distrito do Maine
O Tribunal Distrital dos EUA para o Distrito do Maine é o Tribunal Distrital dos EUA para o estado do Maine . O Distrito do Maine foi um dos tribunais distritais originais estabelecidos pela Lei do Judiciário de 1789, embora o Maine não fosse um estado separado de Massachusetts até 1820. O tribunal tem sede no Edifício do Tribunal dos Estados Unidos Edward T. Gignoux em Portland, Maine, e tem um prédio secundário em Bangor, Maine .

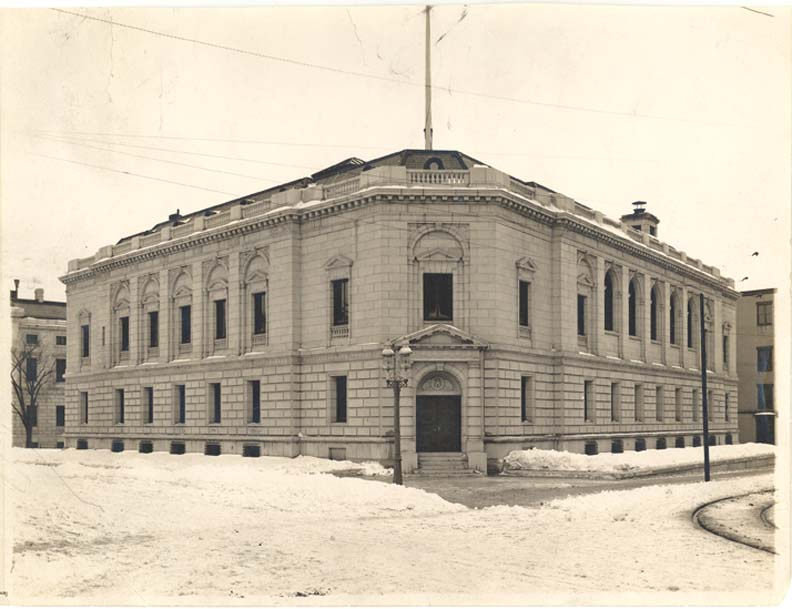
Edifício do Tribunal dos EUA em 1911

O Procurador dos EUA para o Distrito do Maine representa os Estados Unidos em litígios criminais e civis perante o tribunal. Desde 8 de outubro de  2021 o procurador dos EUA é Darcie N. McElwee .

Os recursos do Distrito do Maine recaem sobre o Tribunal de Apelações dos Estados Unidos para o Primeiro Circuito (exceto para reivindicações de patentes e reivindicações contra o governo dos EUA sob a Lei Tucker, que são apeladas ao Circuito Federal ).

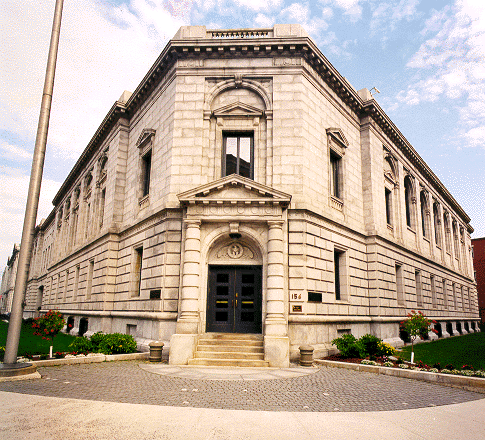
Edifício do Tribunal dos EUA hoje

## Juízes atuais
Desde 22 de agosto de  2024:
| Título         | Juíz                 | Posto de Serviço | Ano de nascimento |
| -------------- | -------------------- | ---------------- | ----------------- |
| Juiz Chefe     | Lance E. Walker      | Bangor           | 1972              |
| Juiz Distrital | Nancy Torresen       | Portland         | 1959              |
| Juiz Distrital | Stacey D. Neumann    | Portland         | 1978              |
| Juiz Senior    | D. Brock Hornby      | Inativo          | 1944              |
| Juiz Senior    | George Z. Singal     | Portland         | 1945              |
| Juiz Senior    | John A. Woodcock Jr. | Portland         | 1950              |
| Juiz Senior    | Jon D. Levy          | Inativo          | 1954              |